# Chitarra indiana
La chitarra indiana (chiamata anche Mohan Veena, dal nome del suo inventore Vishwa Mohan Bhatt) è uno strumento relativamente recente nel panorama indiano, ma la tecnica con cui viene suonata risale a tempi antichissimi ed è la stessa usata per suonare la vichitra vina.

## Descrizione
La chitarra indiana è una chitarra europea a cui però sono state apportate sostanziali modifiche per quanto riguarda la sistemazione delle corde e la loro accordatura. Viene tenuta appoggiata in grembo, con il manico verso sinistra. Le corde per suonare la melodia sono tre o quattro, accordate su tonica-quinta-ottava o tonica-quinta-ottava-quarta, e vengono suonate facendo scorrere un oggetto liscio e pesante (normalmente in metallo, ma anche in vetro o pietra levigata) sulle corde stesse. Questo permette di ottenere glissati e portamenti, fondamentali nella musica indiana. Questa tecnica, inventata nell'antichità per suonare la vina, corrisponde alla tecnica slide usata per suonare la chitarra slide nel blues, e pare che sia arrivata ai musicisti blues americani proprio dall'India, attraverso la tappa intermedia delle isole Hawaii.
A fianco delle corde per la melodia troviamo due corde, dette chikari, accordate sulla tonica e l'ottava, usate per ribadire costantemente la presenza della tonica e per dare un sostegno ritmico all'esecuzione. Ci sono poi una dozzina di sottili corde di risonanza (tarab), che possono passare sotto le corde della melodia (e in questo caso è necessario che queste ultime siano alquanto rialzate), oppure lateralmente, ma sempre parallelamente ad esse. Le corde di risonanza vengono accordate sulle note della scala propria al raga da eseguire, e producono una sorta di riverbero ad ogni nota suonata.
La mano destra pizzica le corde solitamente con dei plettri in filo metallico, simili a quelli usati per il sitar (mizrab), che vengono applicati sul dito indice (e talvolta anche medio).
La chitarra indiana è nata nella seconda metà del XX secolo, e il principale musicista che ha contribuito a svilupparla è Brijbushan Kabra, che partecipò tra l'altro alla registrazione del LP Call of the Valley, assieme a Hariprasad Chaurasia e Shivkumar Sharma, nel 1968. Altri importanti chitarristi sono Debashish Bhattacharya, allievo di Kabra, e Vishwa Mohan Bhatt.